# Liste der Biografien/Muu
Liste der Biografien |
Portal Biografien |
Personensuche
# |
A |
B |
C |
D |
E |
F |
G |
H |
I |
J |
K |
L |
M |
N |
O |
P |
Q |
R |
S |
T |
U |
V |
W |
X |
Y |
Z |
?
 
Ma |
Mb |
Mc |
Md |
Me |
Mf |
Mg |
Mh |
Mi |
Mj |
Mk |
Ml |
Mm |
Mn |
Mo |
Mp |
Mq |
Mr |
Ms |
Mt |
Mu |
Mv |
Mw |
Mx |
My |
Mz
 
Mua |
Mub |
Muc |
Mud |
Mue |
Muf |
Mug |
Muh |
Mui |
Muj |
Muk |
Mul |
Mum |
Mun |
Muo |
Mup |
Muq |
Mur |
Mus |
Mut |
Muu |
Muv |
Muw |
Mux |
Muy |
Muz
Die Liste der Biografien führt alle Personen auf, die in der deutschsprachigen Wikipedia einen Artikel haben. Dieses ist eine Teilliste mit 16 Einträgen von Personen, deren Namen mit den Buchstaben „Muu“ beginnt.

## Muu

### Muuk
- Muuk, Elmar (1901–1941), estnischer Sprachwissenschaftler
- Muukka, Elias (1853–1938), finnischer Landschaftsmaler der Düsseldorfer Schule

### Muul
- Muûls, Fernand (1892–1981), belgischer Diplomat
- Muûls, Thierry (* 1937), belgischer Diplomat

### Muur
- Müür, Jüri (1929–1984), estnischer Filmregisseur und Drehbuchautor
- Muurinen, Antti (* 1954), finnischer Fußballtrainer
- Muurinen, Kimmo (* 1981), finnischer Basketballspieler
- Müürisepp, Aleksei (1902–1970), estnischer Kommunist und Politiker
- Müürsepp, Martin (* 1974), estnischer Basketballspieler

### Muus
- Muus, Bent J. (1926–2006), dänischer Zoologe, Museumsdirektor und Hochschullehrer
- Muus, Karl-Heinz (1923–2008), deutscher Eishockeyspieler
- Muus, Kathrin (* 1994), deutsche Agrarwissenschaftlerin
- Muus, Michael (* 1954), deutscher Eishockeyspieler
- Muus, Niels (* 1958), dänischer Pianist und Dirigent
- Muuss, Mike (1958–2000), US-amerikanischer Softwareautor
- Muuß, Rudolf (1892–1972), deutscher lutherischer Geistlicher, Heimatforscher, Politiker (CDU), MdL und Autor